# Jacob Theodor Klein
Jacob Theodor Klein, detto anche Plinius Gedanensium (Danzica, 15 agosto 1685 – Königsberg, 27 febbraio 1759), è stato un giurista, botanico e matematico polacco.
Polacco del Regno di Prussia Klein studia storia naturale.
Giurista, botanico, matematico, storico e diplomatico al servizio del Re di Polonia Augusto II il Forte.
Muore a Königsberg, Prussia (adesso Kaliningrad, Russia).

## Opere
- (LA) Historiae avium prodromus, Lübeck, Jonas Schmidt, 1750.
- (LA) Tentamen methodi ostracologicae, Leiden, Jurriaan Wishoff (1.), 1753.